# Trichodochium pirozynskii
Trichodochium pirozynskii är en svampart som beskrevs av M.B. Ellis 1967. Trichodochium pirozynskii ingår i släktet Trichodochium, divisionen sporsäcksvampar och riket svampar.   Inga underarter finns listade i Catalogue of Life.